# کنسول انرژی
کنسول انرژی (انگلیسی: Consol Energy) شرکت انرژی آمریکایی است، که در سال ۱۹۹۱ تأسیس شد.